# Neolimonia dicax
Neolimonia dicax är en tvåvingeart som först beskrevs av Alexander 1941.  Neolimonia dicax ingår i släktet Neolimonia och familjen småharkrankar. Inga underarter finns listade i Catalogue of Life.